# Красный Октябрь (Тельмановский район)
Красный Октябрь (укр. Красний Октябр) / Майорово (укр. Майорове) — село, находится в Тельмановском районе Донецкой области. Под контролем самопровозглашённой Донецкой Народной Республики.

## География
Село расположено на левом берегу реки под названием Кальмиус.
К западу от села проходит линия разграничения сил в Донбассе (см. Второе минское соглашение).

#### Соседние населённые пункты по странам света
С: Староласпа (выше по течению Кальмиуса)
СЗ: Белая Каменка
СВ: Солнцево, Новомихайловка
З: —
В: —
ЮЗ: Старомарьевка (ниже по течению Кальмиуса)
ЮВ: Мичурино, Богдановка, Воля
Ю: Первомайское, Новая Марьевка

## История
12 мая 2016 года Верховная Рада Украины присвоила селу название Майорово в рамках кампании по декоммунизации на Украине. Переименование не было признано властями самопровозглашенной ДНР.

## Население
Население по переписи 2001 года составляло 247 человек.

## Общие сведения
Код КОАТУУ — 1424883604. Почтовый индекс — 87100. Телефонный код — 6279.

## Адрес местного совета
87130, Донецкая область, Тельмановский р-н, с.Мичурино, ул.Шевченко, 62а